# Marco Zwyssig
Marco Zwyssig, né le 24 octobre 1971 à Saint-Gall (Suisse), est un footballeur international suisse qui évolue au poste de défenseur.

## Biographie

### En club
- 1993-1996 : FC Gossau  Suisse
- 1996-2001 : FC Saint-Gall  Suisse
- 2001 (juillet)-2001 (décembre) : FC Wacker Tirol  Autriche
- 2002 (janvier)-2005 : FC Bâle  Suisse

### En sélection
20 sélections, 1 buts de 2000 à 2004 avec la Nati.
Marco Zwyssig fut retenu par Kuhn pour disputer l'Euro 2004, mais il ne jouera aucun match durant cette compétition.

## Palmarès
- Champion suisse en 2004 avec le FC Bâle
- Champion suisse en 2005 avec le FC Bâle